# Liga de los Comunistas de Eslovenia
La Liga de los Comunistas de la República Socialista de Eslovenia (en serbocroata: Savez komunista Slovenije SR; en esloveno: Zveza komunistov Slovenije SR, ZKS) fue la rama eslovena de la Liga de los Comunistas de Yugoslavia, el único partido legal de Yugoslavia entre 1945 y 1989. Fue fundado en abril de 1937 como el Partido Comunista de Eslovenia, siendo la primera rama subnacional autónoma del Partido Comunista Yugoslavo.
Su autonomía inicial fue posteriormente ampliada con la Constitución yugoslava de 1974, que confirió un mayor poder a las diferentes ramas territoriales de la república.
En 1989, Eslovenia aprobó enmiendas a su Constitución que afirmaban su soberanía sobre la federación y su derecho a la secesión. Estas enmiendas fueron duramente contestadas por la dirigencia de Serbia bajo Slobodan Milošević. El 23 de enero de 1990, la delegación eslovena, encabezada por Milan Kučan, abandonó el congreso de la Liga de los Comunistas de Yugoslavia, lo que dio lugar al desmembramiento del partido panyugoslavo.
El 4 de febrero de 1990, la Liga de los Comunistas de Eslovenia cambió su nombre por el de Partido de la Reforma Democrática (Stranka demokratične prenove - SDP), y poco después comenzó las negociaciones con la Oposición Democrática de Eslovenia para establecer un sistema multipartidista. En abril de 1990, los comunistas reformados perdieron las elecciones en favor de la coalición DEMOS. En 1992, dejaron de ser el principal partido de izquierda e iniciaron un periodo de transformación radical que ganó momento con la elección de Borut Pahor como secretario general. Sus sucesores legales fueron los Social Demócratas (SD).

## Presidentes del Comité Central de la Liga de los Comunistas de la RS de Eslovenia
| N.º                            | Imagen                         | Nombre                         | Desde                          | Hasta                          |
| Secretarios del Comité Central | Secretarios del Comité Central | Secretarios del Comité Central | Secretarios del Comité Central | Secretarios del Comité Central |
| ------------------------------ | ------------------------------ | ------------------------------ | ------------------------------ | ------------------------------ |
| 1                              |                                | Franc Leskošek                 | Abril de 1937                  | Diciembre de 1945              |
| 2                              |                                | Edvard Kardelj                 | Diciembre de 1945              | Junio de 1946                  |
| 3                              |                                | Miha Marinko                   | Junio de 1946                  | Octubre de 1966                |
| 4                              |                                | Albert Jakopič                 | Octubre de 1966                | Diciembre de 1968              |
| 5                              |                                | Franc Popit                    | Marzo de 1969                  | Abril de 1982                  |
| 6                              |                                | Andrej Marinc                  | Abril de 1982                  | Mayo de 1986                   |
| 7                              |                                | Milan Kučan                    | Mayo de 1986                   | Diciembre de 1989              |
| 8                              |                                | Ciril Ribičič                  | Diciembre de 1989              | Mayo de 1990                   |